# Bonluòc
Boulieu-lès-Annonay és un municipi francès situat al departament de l'Ardecha i a la regió d'Alvèrnia-Roine-Alps. L'any 2007 tenia 2.075 habitants.

## Demografia

### Població
El 2007 la població de fet de Boulieu-lès-Annonay era de 2.075 persones. Hi havia 886 famílies de les quals 257 eren unipersonals (101 homes vivint sols i 156 dones vivint soles), 288 parelles sense fills, 280 parelles amb fills i 61 famílies monoparentals amb fills.
La població ha evolucionat segons el següent gràfic:
Habitants censats

### Habitatges
El 2007 hi havia 997 habitatges, 891 eren l'habitatge principal de la família, 28 eren segones residències i 78 estaven desocupats. 788 eren cases i 201 eren apartaments. Dels 891 habitatges principals, 632 estaven ocupats pels seus propietaris, 249 estaven llogats i ocupats pels llogaters i 10 estaven cedits a títol gratuït; 15 tenien una cambra, 89 en tenien dues, 115 en tenien tres, 328 en tenien quatre i 344 en tenien cinc o més. 585 habitatges disposaven pel capbaix d'una plaça de pàrquing. A 367 habitatges hi havia un automòbil i a 418 n'hi havia dos o més.

### Piràmide de població
La piràmide de població per edats i sexe el 2009 era:
| Homes | Edats   | Dones |
| ----- | ------- | ----- |
| 0     | 95 o +  | 0     |
| 0     | 90 a 94 | 8     |
| 4     | 85 a 89 | 12    |
| 4     | 80 a 84 | 20    |
| 32    | 75 a 79 | 48    |
| 48    | 70 a 74 | 56    |
| 40    | 65 a 69 | 44    |
| 68    | 60 a 64 | 68    |
| 48    | 55 a 59 | 48    |
| 76    | 50 a 54 | 80    |
| 36    | 45 a 49 | 60    |
| 72    | 40 a 44 | 56    |
| 92    | 35 a 39 | 72    |
| 88    | 30 a 34 | 96    |
| 96    | 25 a 29 | 72    |
| 56    | 20 a 24 | 64    |
| 36    | 15 a 19 | 60    |
| 92    | 10 a 14 | 40    |
| 92    | 5 a 9   | 88    |
| 72    | 0 a 4   | 64    |

## Economia
El 2007 la població en edat de treballar era de 1.327 persones, 964 eren actives i 363 eren inactives. De les 964 persones actives 883 estaven ocupades (490 homes i 393 dones) i 80 estaven aturades (29 homes i 51 dones). De les 363 persones inactives 138 estaven jubilades, 106 estaven estudiant i 119 estaven classificades com a «altres inactius».

### Ingressos
El 2009 a Boulieu-lès-Annonay hi havia 921 unitats fiscals que integraven 2.191 persones, la mediana anual d'ingressos fiscals per persona era de 18.353 €.

### Activitats econòmiques
Dels 89 establiments que hi havia el 2007, 3 eren d'empreses alimentàries, 1 d'una empresa de fabricació de material elèctric, 9 d'empreses de fabricació d'altres productes industrials, 15 d'empreses de construcció, 16 d'empreses de comerç i reparació d'automòbils, 4 d'empreses de transport, 5 d'empreses d'hostatgeria i restauració, 2 d'empreses d'informació i comunicació, 2 d'empreses financeres, 1 d'una empresa immobiliària, 8 d'empreses de serveis, 19 d'entitats de l'administració pública i 4 d'empreses classificades com a «altres activitats de serveis».
Dels 22 establiments de servei als particulars que hi havia el 2009, 1 era una oficina de correu, 1 una oficina bancària, 1 taller de reparació d'automòbils i de material agrícola, 1 taller d'inspecció tècnica de vehicles, 1 autoescola, 1 paleta, 1 guixaire pintor, 3 fusteries, 4 lampisteries, 1 electricista, 3 perruqueries, 2 restaurants, 1 agència immobiliària i 1 saló de bellesa.
Dels 10 establiments comercials que hi havia el 2009, 1 era una gran superfície de material de bricolatge, 1 una botiga de més de 120 m², 3 fleques, 2 carnisseries, 1 una peixateria, 1 una sabateria i 1 una joieria.
L'any 2000 a Boulieu-lès-Annonay hi havia 16 explotacions agrícoles que ocupaven un total de 238 hectàrees.

## Equipaments sanitaris i escolars
L'únic equipament sanitari que hi havia el 2009 era una farmàcia.
El 2009 hi havia 2 escoles elementals.

## Poblacions més properes
El següent diagrama mostra les poblacions més properes.